# Crucifix de la basilique San Domenico de Sienne
Le Crucifix de la basilique San Domenico de Sienne  est une croix peinte en  tempera et or sur bois réalisée par le peintre siennois Sano di Pietro vers 14?? et  exposée dans  la crypte de la basilique San Domenico de Sienne.

## Description
Destiné à la procession, il est conforme aux représentations monumentales du Christ en croix de l'époque, à savoir :
- Le Christ sur la croix est en position dolens (souffrant), le corps tombant, le ventre proéminent sur son perizonium, la tête penchée en avant touchant l'épaule, les côtes saillantes, les plaies sanguinolentes, les pieds superposés.

Le crucifix est à tabellone (petits panneaux à scènes sur les extrémités de la croix : 
- La Vierge Marie à gauche vêtue de bleu, saint Jean apôtre à droite, les mains jointes,
- en haut le titulus en rouge est surmonté d'un tabellone de l'allégorie du  Pélican se sacrifiant pour ses enfants,
- en clipeus, le Christ bénissant accompagné du Livre, au-dessus,
- Panneau en fond d'or se terminant en calice sur les flancs du Christ,
- Golgotha et crâne d'Adam en soppedaneo, à l'extrême bas.